# Artūras Melianas
Artūras Melianas (* 25. Februar 1964, Panevėžys) ist ein litauischer Politiker, ehemaliger Innenminister Litauens.

## Leben
Melianas absolvierte nach dem Abitur an der 3. Mittelschule Panevėžys 1982 das Studium am Handelstechnikum Vilnius und 1992 das Studium der Wirtschaft sowie 1999 der Sozialarbeit an der Universität Vilnius. Von 1995 bis 2000 war er stellvertretender Direktor des Zentrums für Sozialhilfe der Stadtgemeinde Vilnius und ab 2006 stellvertretender Vorsteher des Bezirks Vilnius.
Von 1997 bis 2000 war er Mitglied im Stadtrat Vilnius, von 2000 bis 2004 und von 2008 bis 2012 Mitglied des Seimas. Vom 16. April 2012 bis Dezember 2012 war er Innenminister Litauens in der Regierung von Andrius Kubilius.
Melianas ist verheiratet und mit Frau Lina, sie haben die Söhne Armantas, Evaldas und Titas.